# Селец (Ивано-Франковская область)
Селец (укр. Сілець) — село в Ямницкой сельской общине Ивано-Франковского района Ивано-Франковской области Украины.
Население по переписи 2001 года составляло 1319 человек. Занимает площадь 16,63 км². Почтовый индекс — 77414. Телефонный код — 03436.